# Zakhar Bron
Zakhar Nukhimovich Bron (rus Захар Нухимович Брон; Oral (Kazakhstan), 17 de desembre, 1947) és un important professor de violí rus i soviètic. Des de 1989 viu a Europa occidental.

## Carrera
Zakhar Bron prové d'una família jueva. A la dècada de 1930, els seus pares van fugir dels nazis a la Unió Soviètica. Bron va néixer a l'oest de Kazakhstan el 1947, fill d'un pianista polonès i d'una estudiant d'enginyeria romanesa amant de la música. El seu primer professor de música a la seva ciutat natal va reconèixer el seu talent i el va recomanar a la que llavors era la millor escola de violí, l'Escola de Música Stolyarsky d'Odessa, Ucraïna. Bron va viure amb una família d'acollida durant aquest temps i l'educador Arthur Sisserman el va formar fonamentalment. Després va viatjar a Moscou amb el seu pare, on Boris Goldstein el va portar a la classe de violí al Conservatori Gnessin i a casa seva. El 1966 va ser alumne d'Igor Oistrakh al Conservatori de Moscou --des de 1940 "Conservatori Txaikovski"--. Després que Bron va completar el seu màster el 1971, va rebre un títol d'aspirant, que va ser interromput pel servei militar obligatori a l'Exèrcit Roig. El 1971 va ser premiat (12è lloc) al Concours Musical Reine Elisabeth de Brussel·les; el 1977 va compartir el tercer premi amb l'americà Peter Zazofsky al Concurs Internacional de violí Henryk Wieniawski a Poznan, Polònia.

## Activitat com a professor
De 1974 a 1988 Bron va ser professor al Conservatori Glinka de Novosibirsk. Per raons econòmiques també va treballar com a professor a l'escola de música del districte. A Sibèria va ensenyar a Vadim Repin, Maxim Vengerov i Natalia Prispenko. A través dels èxits internacionals dels seus alumnes, es va fer conegut com a professor de violí més enllà de les fronteres. Un futur pedagògic, per exemple a Leningrad, no es va materialitzar. A través dels seus contactes amb el pianista Justus Frantz i altres. va ser convidat a Alemanya Occidental. El 1989, abans de l'enfonsament de la Unió Soviètica, va rebre una càtedra a la Musikhochschule Lübeck. Juntament amb els seus estudiants, es va traslladar a Lübeck, on els patrocinadors van poder completar la seva formació musical. A través de Lübeck va rebre afluència d'estudiants d'arreu del món.

L'any 1991, a petició del violoncel·lista rus Mstislav Rostropovich, va assumir la càtedra Telefónica per a violí de la llavors recentment fundada Escola Superior de Música Reina Sofía de Madrid. Des de 1997 fins a la seva jubilació al semestre d'estiu de 2014, va ser professor titular a la Universitat de Música i Dansa de Colònia. Altres compromisos el van porta a la Reial Acadèmia de Música de Londres, el Conservatori de Rotterdam i la Universitat de Música i Arts Escèniques de Zuric. A més dels exitosos músics russos Vadim Repin i Maxim Vengerov, entre els seus estudiants hi ha, per exemple, David Garrett, Daniel Hope, Mayuko Kamio, Daishin Kashimoto, Tamaki Kawakubo, Igor Malinovsky, Gwendolyn Masin, Sayaka Shoji, Kirill Troussov i Soyoung Yoon. Hope va recordar el 2009: 
"Ser tutoritzat pel fenomenal Zakhar Bron és com guanyar la loteria".
 La "Zakhar Bron School of Music" es va fundar a Zuric l'any 2010 per promoure el talent musical, de la qual és president honorari. A Interlaken, al cantó de Berna, va instal·lar la "Zakhar Bron Chamber Orchestra" (2011) per als seus joves músics i l'acadèmia de violí "Zakhar Bron Academy" (2013).

## Polèmica
A causa dels seus èxits com a professor de violí, Bron ha format part de nombrosos jurats arreu del món. Recentment ha estat criticat per Norman Lebrecht per dir que els seus estudiants sortirien victoriosos en competicions en què exerceix de jutge, com el Concurs Internacional de Violí Isaac Stern de Shanghai, el Màster de Música de Monte-Carlo i el Concurs Internacional Joves virtuosos de Sofia. El 2015, els seus estudiants van guanyar cinc dels sis premis concedits al "Concurs Internacional de violí Boris Goldstein" que va iniciar. El febrer de 2018, Fabio Luisi va dimitir com a president del concurs de violí Premio Paganini en protesta després que la comissionada de cultura local Elisa Serafini anunciés plans per canviar el jurat i nomenar Bron com a ambaixador del concurs.

## Honors
- 1998: Creu Federal del Mèrit a la cinta[12]
- 2001: Artista popular de Rússia
- 2006: Orde d'Alfons X el Savi
- 2017: nomenat "ambaixador d'Interlaken"